# Liste du GAFI de territoires à faible règlementation
 (mai 2010).
Si vous disposez d'ouvrages ou d'articles de référence ou si vous connaissez des sites web de qualité traitant du thème abordé ici, merci de compléter l'article en donnant les références utiles à sa vérifiabilité et en les liant à la section « Notes et références ».
Cette liste de territoires, proche des paradis fiscaux, est établie par le Groupe d'action financière (GAFI).

## Amérique centrale
- Belize
- Costa Rica
- Panama

## Asie/Pacifique
- Hong Kong
- Macao
- Malaisie (Labuan)
- Îles Mariannes du Nord
- Îles Marshall
- Nauru
- Niue
- Samoa
- Singapour
- Vanuatu

## Caraïbes
- Anguilla
- Antigua-et-Barbuda
- Aruba
- Bahamas
- Barbade
- Bermudes
- Îles Caïmans
- Curaçao
- Montserrat
- Saint-Christophe-et-Niévès
- Sainte-Lucie
- Saint-Vincent-et-les-Grenadines
- Saint-Martin
- Îles Turques-et-Caïques
- Îles Vierges britanniques

## Europe
- Andorre
- Chypre
- Gibraltar
- Guernesey
- Jersey
- Liechtenstein
- Madère
- Malte
- Île de Man
- Monaco

## Moyen-Orient
- Bahreïn
- Dubaï
- Liban

## Océan Indien
- Maurice
- Seychelles

## États autorisant l'offre de services offshore à partir de certains points de leur territoire
- États-Unis (Delaware)
- Irlande
- Maroc
- Royaume-Uni
- Taïwan
- Thaïlande